# 天野月
天野 月（あまの つき）は、日本の女性シンガーソングライター、作詞家、作曲家、ギタリスト、イラストレーター。血液型はA型。旧名は天野月子（あまの つきこ）。

## 概要

### 人物
自身の詳細なプロフィール、特に血液型以外の、本名・出身地・生年月日などは非公開である。公式上の誕生日はメジャーデビュー日である11月7日としているが、ファンと選定した設定上のプロフィールであり、実際の生年月日は明らかにしていない。名前の由来は、寺山修司の詩集『少女詩集』巻頭の「一ばんみじかい叙情詩」に出て来る「海」という単語に「月」のインスピレーションを受けたことにあり、潮の満ち引きを司るのは月であることや、太陽の当たる方向で三日月になるなど見え方が異なってくるが本来の月自体は変わらない形をしているということ等に惹かれたためと語っている。
最終学歴は大卒で、美術系の大学へ進学し、芸術学部で演劇を専攻していたことを公言している。趣味はイラスト・映画鑑賞・裁縫など。絵画を始めるきっかけとなったのは、自身の父親が絵描きで、幼い頃から環境が整っていたことにある。イラストは音楽作品のデザインやライブのチケット・フライヤーなどでも使用されている他、公式サイトでは過去に制作された作品の一部が公開されている。
2017年4月1日、渋谷チェルシーホテルで行われたライブのMC及び自身のTwitterで、2017年8月を以ってライブ・リリース活動を無期限休止することを明らかにし、同年8月31日、公表通り活動を休止した。
2018年9月、ブログ更新のお知らせのみであったTwitterを再開。
同月15日、自身のブログを更新。11月29日に行われる所属事務所のコンベンションライブにて、2019年活動再開発表をすることを公表した。
2020年春、自身のTwitCasting、ブログにて
19年所属した株式会社音倉を離れ、フリーで活動することを公表した。
それに伴い、天野自身の製作所名かつ個人事務所の｢HeadAmp Lab.(ヘッドアンプラボ)｣を設立。
2020年4月7日、公式YouTubeチャンネルを開設。
2023年7月12日、前年末から脅迫を含むネットストーカー行為を受けていたこと、容疑者が逮捕され、有罪判決が出されたことを報告した。

### 音楽性
2001年にシンガーソングライターとしてデビュー。2008年末をもって一旦歌手活動を休止するも、2010年に活動を再開。2017年8月末をもって再度活動を休止した。2019年活動再開。
自身で作詞・作曲ならびにギター演奏を手掛ける。楽曲制作は主に、始めに作曲を行い後に歌詞を付ける手法で行い、デモテープや譜面は残さず、覚えていない曲は形にしないという方針をとっていた。現在は音源を録音するなどして楽曲制作にあたっている。自身の楽曲以外にも、2002年からは他アーティストへの楽曲提供も行い、自身の音楽活動終了後も音楽家として活動している。自身の音楽活動以外にも、秘密サークルタイガーマシーン（ドピンクタイガー名義）やA LUNCH（天○○子名義）などといった企画バンドでもギターボーカルとして活動を行っていた。
音楽のジャンルは、バンドサウンドを基調としたロックを主に、ポップスやアコースティック曲など幅広い。楽曲はストリングスや打ち込みを起用することも多い。演奏にはEARTHSHAKERのギタリストである石原慎一郎が関わることが多く、彼はプレイボーイズとしても活動を共にする。その他特筆すべきところでは、2005年発表の楽曲「翡翠」では東京フィルハーモニー交響楽団、2007年発表の楽曲「萌」（『ウマ・サーモン』での再録）ではROLLYなどを演奏に迎えている。なお、好きなボーカリストとして五島良子やビョーク等を挙げている。
また、作品にユニークさを見出したスタイルやコンセプトがある。例えば、「箱庭 〜ミニチュアガーデン〜」と「ゼロの調律」を除くとシングルのタイトル曲とカップリング曲とのタイトルを似通わせている。また、アルバムや楽曲のタイトルを世界各国の俳優の名前をモチーフとしており、オリジナルアルバムはシャロン・ストーンやメグ・ライアン、カップリングベストアルバムはウィノナ・ライダーやユマ・サーマン、楽曲はトム・ハンクスに、それぞれ由来する。アルバム『天龍』制作時には、収録曲全てを漢字一文字のタイトルで構成している。

## 略歴
- デビュー以前
  - 5歳から小学5年生の頃までピアノを習い、音楽に触れるようになる。10歳の時に初めて作詞を行う[1]。高校時代より音楽から離れ、演劇に没頭する。
  - 大学1年生のとき、ギターを入手し、再び音楽を始める。クラブやバー、ストリートなどで歌う日々を送る。地方CMのBGMを作る仕事が舞い込むが、扁桃炎にかかり、音楽活動を半年間休止する。喉が完治し、オーディション活動をし始めた矢先、友人に貸していた自身のデモテープが音楽プロデューサーの戸倉弘智の手に渡り、デビューが決定する。
- 2001年
  - 4月1日、天野月子名義で、シングル「箱庭 〜ミニチュアガーデン〜」を音倉レコードよりオフィシャルサイト予約受注限定で先行発売し、インディーズデビュー。
  - 11月7日、シングル「菩提樹」でポニーキャニオンよりメジャーデビュー。
  - この年はシングル4枚を発売。4月にはTOYOTAがプロデュースするCM音楽オーディション『TOYOTA MUSIC NATION 2001』でグランプリを受賞し、自身が本人出演した同社のCMも放映された。10月には初のワンマンライブを行った。
- 2002年
  - 6月5日、初のアルバム『Sharon Stones』を発売。
  - 12月4日、2枚目のアルバム『Meg Lion』を発売。
  - この年はシングル4枚、アルバム2枚、映像作品2本を発売。多くのライブイベントに出演する他、10月には昭和音楽大学で初の学園祭ライブも行った。
- 2003年
  - この年はシングル3枚、映像作品1本を発売。11月12日発売のシングル「蝶」はテレビゲームの主題歌に起用され、ロングセールスとなった。
- 2004年
  - 1月21日、3枚目のアルバム『天龍』を発売。
  - 3月3日、カップリングベストアルバム『WINONA RIDERS 〜月の裏側〜』と、初のPV集『V』を同時発売。
  - この年はシングル2枚、アルバム2枚、映像作品2本を発売。11月3日発売のシングル「イデア」は初のアニメ主題歌に起用された。
- 2005年
  - 9月21日、4枚目のアルバム『A MOON CHILD IN THE SKY』を発売。
  - この年はシングル2枚、アルバム1枚を発売。音楽雑誌以外にも、7月からはファッション雑誌『KERA』（インデックス・コミュニケーションズ社刊）にも取り上げられるようになる。
- 2006年
  - 5月31日、シングル「烏」「梟」「ウタカタ」「風船」「混沌-chaos-」の5作品を同時発売。
  - 11月15日、初のベストアルバム『デラックスカタログ』『カタログ』、および5周年記念DVD『5-five-』の3作品を同時発売。
  - この年はシングル5枚、アルバム2枚、映像作品1本を発売。デビュー5周年を迎えることを記念し、『ゴネンジャー』企画として作品発表やライブを行った。特にシングル5枚同時発売企画は、日本の音楽史上初めての試みとなった。また、同年末を以ってポニーキャニオンとの契約を終了し、再びインディーズへ活動の場を移すこととなった。
- 2007年
  - 3月14日、インディーズ回帰後初のシングル「Howling」を先行発売。
  - 7月23日、2枚目のカップリングベストアルバム『ウマ・サーモン』を発売。
  - 9月1日、SMAプレイヤーズに所属。
  - この年はシングル1枚、アルバム1枚を発売。A LUNCHとしても作品発表やライブを行った。
- 2008年
  - 4月25日、初のライブアルバム『アマフェスリポート2007』を発売。
  - 8月1日、年内をもって歌手としての活動を停止することを発表。他アーティストへの楽曲提供を主とした音楽家活動は継続する。
  - 9月3日、5枚目のアルバム『ZERO』を発売。
  - 11月24日、ラストライブ『R.T.Z.』を開催。歌手活動停止前最後の作品となるインディーズベストミニアルバム『NOiSE』を発売。
  - この年はシングル2枚、アルバム3枚を発売。同年をもって「天野月子プロジェクト」を終了する。
- 2009年
  - 1月1日、天野月名義に改名し、イラストレーターとしての活動を開始する。自身作成による公式サイトが開設される。
  - 3月14日、自身のオンラインアトリエとして『メルヘンロック工房』がMySpaceにて開設される。
  - この年は映像作品5本（いずれも天野月子名義）を発売。作家として他アーティストへ楽曲提供を行う傍ら、デザイナーとしてもMySpaceやEARTHSHAKERとのコラボレーションで作品を発表した。
- 2010年
  - 1月9日、自身のブログにて歌手活動を再開することを発表。
  - 1月27日、活動再開後初のSong Picture「ひかりのサーカス」を発売。
  - 7月7日、ミニアルバム『Licht』を発売。
  - 12月24日、ミュージシャンとしてのMySpaceを開設。
  - この年はSong Picture2枚、アルバム2枚を発売。初の試みであるRecording Live、弾き語りライブを行う傍ら、所属レーベル主催のライブに多数参加した。
- 2011年
  - 1月1日、「ゼロの調律」以来2年半ぶりとなるシングル「CORE」、初の英詞セルフカバーアルバム『天晴』を同時発売。
  - 2月14日、2枚目のミニアルバム『CHELSEA』を発売。
  - 4月6日、10周年記念アルバム『DECADE』を発売。通販限定盤もあったが東日本大震災の影響で発売中止になった。
  - 5月1日、イラスト原画オークションを開催。売り上げ金（686,333円）を東日本大震災義援金として日本赤十字社へ寄付。
  - 11月7日、自身のtwitterを開設Tsuki_Amano。
  - 11月9日、3枚目のミニアルバム『薔薇と真珠』を発売。
  - この年はシングル2枚、アルバム4枚を発売。デビュー10周年を記念したライブ等を行った。また、天野月名義のファンクラブ設立を発表。所属レーベルによる企画ユニットdiorama-replicaとしても活動した。
- 2012年
  - 6月19日、ニコニコ動画に自身のアカウント（あまのさん）及びコミュニティ（(● - ω - )＜天野月です）を開設。
  - 7月25日、天野月名義では初のフルアルバム『天の樹』を発売。
  - 11月7日、バラード集『静かの海』を発売。
  - 11月10日、天野月名義では初となるファンクラブイベントを開催。
  - この年はアルバム2枚を発売。初の試みとして、自身の作品に関連したニコニコ生放送や動画の投稿を行った。所属レーベルによる映像作品にも参加した。
- 2013年
  - 9月25日、2枚目のアルバム『Daisy』を発売。
  - 11月16日、9年ぶりとなる京都でのファンクラブイベントを開催。
  - 12月15日、アルバム『天の樹』にチェリストとして参加した分島花音のライブイベントにゲスト出演。
  - この年はアルバム1枚を発売。多数のライブを行う傍ら、他アーティストへ楽曲提供を行う。自身の活動と並行して、期間限定ユニット奥田美和子と天野月としての活動開始を発表した。
- 2014年
  - 2月12日、奥田美和子と天野月名義のシングル『無限』を発売。
  - 6月4日、天野月名義5周年ベストアルバム『カタログZ』を発売。
  - 9月10日、天野月名義では初となるライブDVD『AMNリクエストアワー2014』を発売。
  - 9月24日、所属事務所による配信専用レーベル「OTOKURA COCOON」設立。第一弾楽曲として『鳥籠-in this cage-』を配信。
  - 10月1日、4枚目のミニアルバム『ごもくならべ』を発売。
  - 12月19日、TwitCastingに自身のアカウント（Tsuki_Amano）を開設。
  - この年はシングル2枚、アルバム2枚、映像作品2枚を発売。他アーティストとのコラボレーション及び楽曲提供を行う。初の試みとして、自身の活動に関連したツイキャスを行った。また、配信専用レーベル設立により過去の楽曲が多数配信された。
- 2015年
  - 6月10日、セルフカバーアルバム『帰省ラッシュ』を発売。
  - 11月18日、15周年企画タイアップベストアルバム『元服』とシングル「BLACK BEAUTY」を2枚同時発売。
  - この年はシングル1枚、アルバム2枚、映像作品2枚を発売。9ヶ月に及び吉田茉以への楽曲提供（作詞）を行った。
- 2017年
  - 4月1日、ライブ及びSNSを通じてライブ・リリースの無期限活動休止を宣言。
  - 8月31日、公表通り自身のライブ・リリース活動を休止。
- 2018年
  - 9月15日、自身のブログ及びTwitterにて、11月29日に行われるライブが2019年活動再開発表の場になると宣言した。
- 2019年
  - 4月1日、二度目の活動再開後初のフルアルバム『Five Rings』を発売。
  - 9月10日、初のアコースティックコンセプトアルバム『動物園』『植物園』を発売。
- 2020年
  - 4月1日、自身のツイキャスにて、19年所属した音倉レコードを退所しフリーランスで活動することを公表した。
  - 4月7日、YouTubeチャンネルを開設。

## ディスコグラフィー

### 天野月

#### Song Picture
|                  | 発売日        | タイトル         | 規格品番  | タイアップ | 備考                                                                     |
| ---------------- | ------------- | ---------------- | --------- | ---------- | ------------------------------------------------------------------------ |
| 1st Song Picture | 2010年1月27日 | ひかりのサーカス | KURA-5002 |            | レーベル通販サイト・ライブ会場限定販売 初回プレス盤ポストカード付        |
| 2nd Song Picture | 2010年3月17日 | うつくしきもの   | KURA-5005 |            | DVD付、レーベル通販サイト・ライブ会場限定販売 初回プレス盤ポストカード付 |

#### シングル
|        | 発売日         | タイトル                          | 規格品番  | タイアップ | 備考                                             |
| ------ | -------------- | --------------------------------- | --------- | ---------- | ------------------------------------------------ |
| 1st    | 2011年1月1日   | CORE                              | KURA-0035 |            | DVD付                                            |
| 2nd    | 2011年5月11日  | 林檎の木                          | KURA-0038 |            | 完全受注生産限定販売（生産終了）                 |
| 特典CD | 2012年4月21日  | SPRING CAMP 2012.04.21            | KURA-0042 |            | ライブ会場限定配布（非売品、配布終了）           |
| 特典CD | 2012年11月10日 | Happy Birthday                    | KURA-0043 |            | ライブ会場限定配布（非売品、配布終了）           |
| 特典CD | 2014年12月24日 | 凛々と                            | KURA-0060 |            | 「2015年CD付きイラストカレンダー」付属 500枚限定 |
| 配信   | 2015年5月20日  | 柚子の木                          |           |            | 配信限定シングル                                 |
| 特典CD | 2015年7月24日  | セイリング〜月彩ver.〜            | KURA-0065 |            | ライブ会場限定配布（非売品、配布終了）           |
| 3rd    | 2015年11月18日 | BLACK BEAUTY                      | KURA-0067 |            | 初回プレス盤連動キャンペーン応募券A封入          |
|        | 2016年9月7日   | インビジブル/静寂                 |           |            |                                                  |
|        | 2016年11月2日  | ビューティフル・デイズ-前編- - EP |           |            |                                                  |
|        | 2017年3月29日  | LET IT DIE~Wandervogel~           |           |            |                                                  |
|        | 2017年3月29日  | 帰り路                            |           |            |                                                  |
|        | 2017年4月26日  | ビューティフル・デイズ- EP (後編) |           |            |                                                  |
|        | 2020年4月1日   | キラーエイプ                      |           |            |                                                  |
|        | 2021年1月25日  | Starting Over                     |           |            |                                                  |
|        | 2022年11月12日 | 傀儡                              |           |            |                                                  |
|        | 2023年11月19日 | Heavenly - EP                     |           |            |                                                  |

#### オリジナルアルバム
|                 | 発売日        | タイトル     | 規格品番                                                | タイアップ                                                                              | 備考                                                                               |
| --------------- | ------------- | ------------ | ------------------------------------------------------- | --------------------------------------------------------------------------------------- | ---------------------------------------------------------------------------------- |
| 1stミニアルバム | 2010年7月7日  | Licht        | KURA-0030（通常盤） KURA-0031（通販限定盤）             |                                                                                         | 通販限定盤DVD付                                                                    |
| 2ndミニアルバム | 2011年2月14日 | CHELSEA      | KURA-0036                                               |                                                                                         |                                                                                    |
| 3rdミニアルバム | 2011年11月9日 | 薔薇と真珠   | KURA-0039（通販限定盤） KURA-0040（通常盤）             |                                                                                         | 限定盤レーベル通販サイト1,000枚予約受注限定生産 名前クレジット入りブックレット仕様 |
| 1stフルアルバム | 2012年7月25日 | 天の樹       | DGSA-10041                                              | 「くれなゐ」：任天堂 Wii専用ゲームソフト 『零 眞紅の蝶』テーマソング/エンディングテーマ |                                                                                    |
| 2ndフルアルバム | 2013年9月25日 | Daisy        | KURA-0044（初回盤） KURA-0045（通常盤）                 |                                                                                         | レーベル通販サイト・ライブ会場限定販売 初回盤2CD（ライブCD付）、2,000枚限定生産    |
| 4thミニアルバム | 2014年10月1日 | ごもくならべ | KURA-0058                                               | 「鳥籠 -in this cage-」：Wii U用ゲームソフト 『零 〜濡鴉ノ巫女〜』タイアップソング      |                                                                                    |
| フルアルバム    | 2019年7月1日  | Five Rings   |                                                         |                                                                                         |                                                                                    |
| アルバム        | 2020年8月5日  | 19BOX        | SCCA-00093                                              |                                                                                         | CD+DVD                                                                             |
| アルバム        | 2021年1月25日 | 薔薇と真珠   | KURA-0039（通販限定盤） KURA-0040（通常盤）             |                                                                                         |                                                                                    |
| アルバム        | 2021年12月1日 | 二十歳       | HAL001（クラウドファンディング限定盤） HAL002（通常盤） |                                                                                         |                                                                                    |
| アルバム        | 2023年4月1日  | 水族館       | HAL003                                                  |                                                                                         |                                                                                    |

#### 企画アルバム
|                  | 発売日         | タイトル                 | 規格品番      | 備考                                                          |
| ---------------- | -------------- | ------------------------ | ------------- | ------------------------------------------------------------- |
| 童謡カバー       | 2010年5月5日   | PEEK A BOO               | KURA-0027     |                                                               |
| 英詞セルフカバー | 2011年1月1日   | 天晴                     | KURA-0034     | ミニアルバム                                                  |
| リテイクベスト   | 2011年4月6日   | DECADE                   | KURA-0037     |                                                               |
| バラード集       | 2012年11月7日  | 静かの海                 | KURA-0042     | 通販限定盤『鼻歌集』付                                        |
| ライブCD         | 2013年9月25日  | AMNリクエストアワー      | KURA-0044-2   | アルバム『Daisy』初回盤に付属                                 |
| カラオケ集       | 2014年3月30日  | カラオケ集               |               | イベント会場限定配布（非売品）                                |
| ライブCD         | 2014年5月23日  | 裏AMNリクエストアワー    | KURA-0054     | 「AMNリクエストアワー2014」スペシャルチケットに付属（非売品） |
| ベスト           | 2014年6月4日   | カタログZ                | KURA-0055     | レーベル通販サイト・ライブ会場限定販売 1,000枚限定生産        |
| リマスター       | 2014年10月1日  | ZERO RE:（リマスター版） | KURA-0059     |                                                               |
| セルフカバー     | 2015年6月10日  | 帰省ラッシュ             | KURA-0063〜64 | CD 2枚組仕様 2,000枚限定生産                                  |
| 15周年企画ベスト | 2015年11月18日 | 元服                     | PCCA-04303    | DVD付 初回プレス盤連動キャンペーン応募券B封入                 |
| アコースティック | 2024年4月5日   | 宇宙科学館               |               |                                                               |

#### 映像作品
|           | 発売日                  | タイトル                                | 規格品番                                    | 備考                                                      |
| --------- | ----------------------- | --------------------------------------- | ------------------------------------------- | --------------------------------------------------------- |
| 特典DVD   |                         | W予約特典 手作り動画                    |                                             | アルバム同時予約特典（非売品）                            |
| FCDVD     | 2012 SUMMER-WINTER      | TSUKI AMANO OFFICIAL FANCLUB DVD PART.1 | KURA-3019                                   | 公式ファンクラブ「魁!!紅鉄仮面団」会員限定送付（非売品）  |
| FCDVD     | 2013 SUMMER             | TSUKI AMANO OFFICIAL FANCLUB DVD PART.2 | KURA-3020                                   | 公式ファンクラブ「魁!!紅鉄仮面団」会員限定送付（非売品）  |
| FCDVD     | 2013 WINTER-2014 SUMMER | TSUKI AMANO OFFICIAL FANCLUB DVD PART.3 | KURA-3024                                   | 公式ファンクラブ「魁!!紅鉄仮面団」会員限定送付（非売品）  |
| ライブDVD | 2014年9月10日           | AMNリクエストアワー2014                 | KURA-3021                                   | レーベル通販サイト2,000枚限定販売                         |
| ライブDVD | 2014年12月5日           | 裏AMN&レコ発                            | KURA-3022                                   | レーベル通販サイト500枚限定販売                           |
| ライブDVD | 2015年10月7日           | AMNリクエストアワー2015                 | KURA-3026〜3027（完全版） KURA-3028（DC版） | レーベル通販サイト限定販売 （完全版：300枚、DC版：500枚） |
| FCDVD     | 2015                    | TSUKI AMANO OFFICIAL FANCLUB DVD PART.4 | KURA-3029                                   | 公式ファンクラブ「魁!!紅鉄仮面団」会員限定送付（非売品）  |
| ライブDVD | 2016年7月6日            | 春爛漫！無敵のジュウゴネンジャー        | KURA-3031〜3032                             | レーベル通販サイト500枚限定販売 2枚組DVD                  |

#### 所属レーベルによる映像作品
オムニバス作品、及びゲスト参加した作品等。
|                 | 発売日         | タイトル                  | 規格品番                                           | 備考 |
| --------------- | -------------- | ------------------------- | -------------------------------------------------- | --- |
| Song Photo book | 2010年2月3日   | 音倉2010                  | KURA-5003（通常盤） KURA-5004（maiパッケージVer.） | レーベル通販サイト限定販売 コンピレーションCD＋デジタルブック CDサイドにMärchen Rock名義で参加 楽曲「Plastic Rain」収録   |
| ライブDVD       | 2010年2月4日   | 1st Live 19nineteen       | KURA-3012                                          | maiの1stライブDVD サポート（ギター）、ゲストボーカルとして参加                                                            |
| ライブDVD       | 2010年5月8日   | 19nineteen Vol.2 -winter- | KURA-3013                                          | maiの2ndライブDVD サポート（ギター）、ゲストボーカルとして参加                                                            |
| ライブDVD       | 2010年7月28日  | 音の倉2010                | KURA-3014                                          | レーベル通販サイト限定販売 出演：天野月・東川遥・mai・田端あすか・Mari-e・Qoonie                                          |
| オムニバスPV集  | 2011年12月30日 | 音倉10年                  | KURA-3015                                          | レーベル通販サイト限定販売 音倉レコード所属アーティスト（過去10年間）によるPV集                                           |
| DVDマガジン     | 2012年3月14日  | GO!GO! OTOKURA SHOW       | KURA-3016                                          | レーベル通販サイト1,000枚限定販売 トーク＋ライブダイジェスト映像＋スタジオライヴ収録 出演：天野月・hibiku・mai            |
| DVDマガジン     | 2012年4月25日  | GO!GO! OTOKURA SHOW 2     | KURA-3017                                          | レーベル通販サイト1,000枚限定販売 トーク＋PV＋スタジオライヴ収録 出演：天野月・hibiku・mai                                |
| ライブDVD       | 2012年5月30日  | GO!GO! OTOKURA SHOW 3     | KURA-3018                                          | レーベル通販サイト1,000枚限定販売 天野月・hibikuによる合同ライブ「Spring Camp4.21」の模様を収録 出演：天野月・hibiku・mui |
| ライブDVD       | 2014年12月27日 | 音の倉EPISODE IV          | KURA-3025                                          | ライブ会場限定配布（非売品、配布終了） 「音の倉EPISODE IV」の模様を収録 出演：天野月・奥田美和子・BugTheMic               |
| ライブDVD       | 2015年12月2日  | BEAT OTOKURA              | KURA-0068                                          | オムニバスアルバム『音倉レコード〜会社案内2015』に付属                                                                    |
| MV集            | 2016年3月25日  | 音倉2015V                 | KURA-3030                                          | ライブ会場限定販売 音倉レコード所属アーティストによるMV集                                                                 |

#### インターネット上で配信された楽曲

##### ダウンロード販売
|          | 配信日         | タイトル             | 備考                                                                                     |
| -------- | -------------- | -------------------- | ---------------------------------------------------------------------------------------- |
| シングル | 2014年9月24日  | 鳥籠-in this cage-   | ミニアルバム『ごもくならべ』収録楽曲                                                     |
| アルバム | 2014年10月1日  | ZERO RE:             | アルバム『ZERO』リマスター版（ボーナストラック除く）                                     |
| シングル | 2014年11月5日  | Shinjuku-桜          | ロミオムーン名義 “BugTheMic”のボーカル愛条煌輝琉（旧名：愛条露魅皇）とのデュエットソング |
| シングル | 2014年11月12日 | Happy Birthday       | 特典CD音源                                                                               |
| アルバム | 2014年11月26日 | Peaceful Garden      | diorama-replica名義 M-1〜M-6にボーカル・コーラス参加                                     |
| アルバム | 2014年12月3日  | 天晴                 | 英詞セルフカバーアルバム                                                                 |
| シングル | 2014年12月10日 | 無限                 | 奥田美和子と天野月名義                                                                   |
| シングル | 2014年12月24日 | Merry T'ger          | 秘密サークルタイガーマシーン名義                                                         |
| シングル | 2014年12月31日 | 牛乳捨てた           | 特典CD『鼻歌集』収録楽曲                                                                 |
| シングル | 2015年1月7日   | セイリング           | オムニバスアルバム『音倉SONG FILE Vol.2』収録楽曲 作詞・ボーカル参加                     |
| シングル | 2015年1月14日  | サカナ               | アルバム『NOiSE』収録楽曲                                                                |
| シングル | 2015年1月28日  | CORE                 |                                                                                          |
| アルバム | 2015年2月4日   | 19nineteen           | maiの1stミニアルバム 楽曲提供（作詞・作曲）・ゲストボーカル                              |
| アルバム | 2015年2月11日  | distance             | maiの2ndミニアルバム 楽曲提供（作詞・作曲）                                              |
| シングル | 2015年2月18日  | Over Drive           | Brand New Worldの1stシングル 楽曲提供（作詞・作曲）                                      |
| シングル | 2015年2月25日  | SCORPION             | 吉田茉以の配信シングル 楽曲提供（作詞）                                                  |
| シングル | 2015年3月4日   | 裸足のマーメイド     | Brand New Worldの1stシングル（c/w） 楽曲提供（作詞・作曲）                               |
| シングル | 2015年3月11日  | Ride On              | Brand New Worldの2ndシングル 楽曲提供（作詞・作曲）                                      |
| シングル | 2015年3月15日  | QUEEN BEE            | 吉田茉以の配信シングル 楽曲提供（作詞）                                                  |
| シングル | 2015年4月8日   | Plastic Rain         | Märchen Rock名義 オムニバス作品『音倉2010』収録楽曲                                      |
| シングル | 2015年4月15日  | ミネラル・ウォーター | 田端あすか作詞・ボーカル 楽曲提供（作曲） オムニバス作品『音倉2010』収録楽曲             |
| シングル | 2015年4月29日  | Tarantula            | 吉田茉以の配信シングル 楽曲提供（作詞）                                                  |
| シングル | 2015年5月27日  | ドクガエル           | 吉田茉以の配信シングル 楽曲提供（作詞）                                                  |
| シングル | 2015年5月20日  | 柚子の木             |                                                                                          |
| シングル | 2015年6月10日  | BLACK HOLE           | シングル『CORE』c/w                                                                      |
| シングル | 2015年6月24日  | あじさい             | 吉田茉以の配信シングル 楽曲提供（作詞）                                                  |
| シングル | 2015年7月15日  | セロリのうた         | 特典CD『鼻歌集』収録楽曲                                                                 |
| シングル | 2015年7月29日  | Jellyfish            | 吉田茉以の配信シングル 楽曲提供（作詞）                                                  |
| シングル | 2015年8月26日  | ピトフーイ           | 吉田茉以の配信シングル 楽曲提供（作詞）                                                  |
| シングル | 2015年9月30日  | リコリス             | 吉田茉以の配信シングル 楽曲提供（作詞）                                                  |
| シングル | 2015年10月28日 | COBRA                | 吉田茉以の配信シングル 楽曲提供（作詞）                                                  |

##### 動画サイト等における配信
|            | 配信日         | タイトル           | 配信ページ                               | 備考 |
| ---------- | -------------- | ------------------ | ---------------------------------------- | --- |
|            | 2011年3月17日  | ふるさと(童謡)     | 雑音生活：わたしにできること。           | |
| MV         | 2011年11月8日  | 薔薇のように       | YouTube                                  | ミニアルバム『薔薇と真珠』収録楽曲 |
| 本日の鼻歌 | 2011年11月28日 | セロリのうた       | コエロク（配信終了）                     | |
| 本日の鼻歌 | 2012年2月14日  | ふたごのタンバリン | コエロク                                 | 参照リンク（雑音生活：シンデレラは、わざとガラスの靴を置いていったと思うのね。） 歌詞リンク                                                          |
| MV         | 2012年6月20日  | ニワカアメ         | 【天野月】自分で歌ってみた【ニワカアメ】 | アルバム『天の樹』収録楽曲 |
| MV         | 2012年7月19日  | 天の樹             | 【天野月】天の樹【PV】                   | アルバム『天の樹』収録楽曲 |
| MV         | 2013年12月25日 | 泣いてる獣         | 【自分で歌ってみた】泣いてる獣【天野月】 | シングル「無限」収録楽曲 |
| MV         | 2014年3月20日  | Shinjuku-桜        | ニコニコ動画                             | ロミオムーン名義 “BugTheMic”のボーカル愛条煌輝琉（旧名：愛条露魅皇）とのデュエットソング ライブ会場にて非売品CD（KURA-0053）及びDVD（KURA-3023）配布 |

### 天野月子名義

#### シングル
|                   | 発売日                                              | タイトル                           | 規格品番                                      | タイアップ | 備考 |
| ----------------- | --------------------------------------------------- | ---------------------------------- | --------------------------------------------- | --- | --- |
| インディーズ1st   | 2001年4月1日（先行発売盤） 2001年6月1日（通常盤）   | 箱庭                               | KURA-002（先行発売盤） GTCA-1001（通常盤）    | 劇団PORT+PORTAIL第4回公演作品『箱庭』イメージソング テレビ朝日系『D's garage』エンディングテーマ                                                        | 先行発売盤レーベル通販サイト予約受注限定生産                                                              |
| インディーズ1.5th | 2001年6月1日                                        | Love Dealer                        | KURA-2001                                     | | 初回限定生産8cmCD仕様                                                                                     |
| インディーズ2nd   | 2001年9月1日                                        | B.G.〜Black Guitar＋Berry Garden〜 | GTCA-1003                                     | TOYOTA『GAZOO.com』CMソング | |
| メジャー1st       | 2001年11月7日                                       | 菩提樹                             | PCCA-01569                                    | テレビ朝日系『ミッドナイトマーメイド』エンディングテーマ                                                                                                | 初回プレス盤ステッカー封入                                                                                |
| メジャー2nd       | 2002年2月20日                                       | スナイパー                         | PCCA-01643                                    | | |
| メジャー3rd       | 2002年4月24日                                       | Treasure                           | PCCA-01671                                    | TBS系『ランク王国』オープニングテーマ | |
| メジャー4th       | 2002年6月19日                                       | HONEY?                             | PCCA-80009                                    | テレビ東京系『カヴァーしようよ!』エンディングテーマ | 1stアルバム『Sharon Stones』からのリアレンジシングルカット CD-EXTRA仕様・初回限定盤ピクチャーレーベル仕様 |
| メジャー5th       | 2002年11月7日                                       | 人形                               | PCCA-70020                                    | 日本テレビ系『ブラックワイドショー』エンディングテーマ                                                                                                  | 初回1万枚限定生産盤絵本ブックレット仕様                                                                   |
| メジャー6th       | 2003年7月30日                                       | 鮫                                 | PCCA-70044                                    | | |
| インディーズ3rd   | 2003年7月30日                                       | Love Dealer                        | KURA-0010                                     | 「Love Dealer -type 2003-」：テレビ東京系『給与明細』エンディングテーマ                                                                                 | |
| メジャー7th       | 2003年11月12日                                      | 蝶                                 | PCCA-70051                                    | TECMOPlayStation 2用ゲームソフト『零 紅い蝶』およびXbox用ゲームソフト『FATAL FRAME II CRIMSON BUTTERFLY DIRECTOR'S CUT』テーマソング/エンディングテーマ | |
| メジャー8th       | 2004年7月14日                                       | 月                                 | PCCA-02058（初回限定盤） PCCA-70081（通常盤） | ポニーキャニオン配給映画『ムーンライト・ジェリーフィッシュ』主題歌 福岡放送・日本テレビ系『アッコとマチャミの新型テレビ』エンディングテーマ             | 3rdアルバム『天龍』からのシングルカット 初回限定盤DVD付                                                   |
| メジャー9th       | 2004年11月3日                                       | イデア                             | PCCA-70094                                    | フジテレビ系アニメ『金色のガッシュベル!!』エンディングテーマ                                                                                            | 初回プレス盤アニメステッカー裏ジャケット仕様                                                              |
| メジャー10th      | 2005年2月16日                                       | 翡翠                               | PCCA-02117                                    | | 初回プレス盤「翡翠 〜スリムType〜」先着配布応募ハガキ封入                                                 |
| 特典CD            | 2005年                                              | 翡翠〜スリムType〜                 | DSP-01832                                     | | 「翡翠」購入者応募先着配布（非売品）                                                                      |
| メジャー11th      | 2005年7月27日                                       | 聲                                 | PCCA-70119                                    | TECMOPlayStation 2用ゲームソフト『零 －刺青ノ聲－』テーマソング/エンディングテーマ                                                                      | |
| メジャー12th      | 2006年5月31日                                       | 烏                                 | PCCA-70161                                    | | 初回プレス盤応募ハガキ封入                                                                                |
| メジャー13th      | 2006年5月31日                                       | 梟                                 | PCCA-70162                                    | | 初回プレス盤応募ハガキ封入                                                                                |
| メジャー14th      | 2006年5月31日                                       | ウタカタ                           | PCCA-70163                                    | 映画『Next phase〜君からの贈り物』主題歌 | 初回プレス盤応募ハガキ封入                                                                                |
| メジャー15th      | 2006年5月31日                                       | 風船                               | PCCA-70164                                    | | 初回プレス盤応募ハガキ封入                                                                                |
| メジャー16th      | 2006年5月31日                                       | 混沌 -chaos-                       | PCCA-70165                                    | | 初回プレス盤応募ハガキ封入                                                                                |
| インディーズ4th   | 2007年3月14日（先行発売盤） 2007年4月11日（通常盤） | Howling                            | KURA-0014（先行発売盤） KURA-0015（通常盤）   | | 先行発売盤レーベル通販サイト予約受注限定生産、DVD付 通常盤初回プレス盤ステッカー封入                      |
| インディーズ5th   | 2008年1月19日（先行発売盤） 2008年1月23日（通常盤） | HEAVEN'S GATE                      | KURA-0019（先行発売盤） KURA-0018（通常盤）   | | 先行発売盤ライブ会場限定販売、キラキラジャケット仕様                                                      |
| インディーズ6th   | 2008年7月30日                                       | ゼロの調律                         | KURA-0021                                     | TECMO・任天堂 Wii用ゲームソフト『零 月蝕の仮面』テーマソング                                                                                            | |

#### オリジナルアルバム
|     | 発売日        | タイトル                | 規格品番                                | タイアップ                                                               | 備考                                                                               |
| --- | ------------- | ----------------------- | --------------------------------------- | ------------------------------------------------------------------------ | ---------------------------------------------------------------------------------- |
| 1st | 2002年6月5日  | Sharon Stones           | PCCA-70020                              | 「カメリア」：ワイクリエイティブ配給映画『マブイの旅』エンディングテーマ | 初回プレス盤ステッカー封入                                                         |
| 2nd | 2002年12月4日 | MEG LION                | PCCA-01687                              |                                                                          | 初回プレス盤ステッカー封入                                                         |
| 3rd | 2004年1月21日 | 天龍                    | PCCA-01974                              |                                                                          | 初回プレス盤ステッカー封入                                                         |
| 4th | 2005年9月21日 | A MOON CHILD IN THE SKY | PCCA-02182                              |                                                                          | 初回プレス盤ステッカー封入 ダークトレイ仕様                                        |
| 5th | 2008年9月3日  | ZERO                    | KURA-0022（限定盤） KURA-0023（通常盤） |                                                                          | 限定盤レーベル通販サイト2,000枚予約受注限定生産 名前クレジット入りブックレット仕様 |

#### 企画アルバム
|                    | 発売日         | タイトル                  | 規格品番   | タイアップ                                                                    | 備考                                                            |
| ------------------ | -------------- | ------------------------- | ---------- | ----------------------------------------------------------------------------- | --------------------------------------------------------------- |
| カップリングベスト | 2004年3月3日   | WINONA RIDERS〜月の裏側〜 | PCCA-01988 |                                                                               | DVD『V』連動応募券付                                            |
| カラオケCD-R       |                | カラオケCD-R              |            |                                                                               | アルバム『WINONA RIDERS〜月の裏側〜』、DVD『V』連動応募企画特典 |
| ベスト             | 2006年11月15日 | デラックスカタログ        | PCCA-02357 |                                                                               | 期間限定生産 2CD・DVD計3枚組仕様                                |
| ベスト             | 2006年11月15日 | カタログ                  | PCCA-02358 |                                                                               | 初回プレス盤飛び出す絵本パッケージ紙ジャケット仕様              |
| カップリングベスト | 2007年7月23日  | ウマ・サーモン            | KURA-0016  |                                                                               | レーベル通販サイト3,000枚予約受注限定生産                       |
| ライブCD           | 2008年4月25日  | アマフェスリポート        | KURA-0020  |                                                                               | レーベル通販サイト・ライブ会場限定販売                          |
| インディーズベスト | 2008年11月24日 | NOiSE                     | KURA-0024  | 「NOiSE」：TECMO・任天堂 Wii用ゲームソフト『零 月蝕の仮面』エンディングテーマ | レーベル通販サイト・ライブ会場限定販売                          |

#### 映像作品
|                   | 発売日         | タイトル                                                     | 規格品番        | 備考                                                                   |
| ----------------- | -------------- | ------------------------------------------------------------ | --------------- | ---------------------------------------------------------------------- |
| ライブVHS         | 2002年5月26日  | Pia Debut Review                                             | DMVP-30284      | レーベル通販サイト限定販売                                             |
| ライブVHS         | 2002年11月28日 | LIVE TOUR 2002 氷の美SHOW                                    | DMVP-30287      | レーベル通販サイト限定販売                                             |
| ライブDVD         | 2003年3月5日   | メグに逢えたら 天野月子年末スペシャル2002 Live at 日本青年館 | PCBP-50727      |                                                                        |
| DVD-BOX           | 2004年2月25日  | おもひで                                                     | KURA-3003〜3005 | DVD3作品ボックス仕様 レーベル通販サイト予約受注限定生産                |
| PV集DVD           | 2004年3月3日   | V                                                            | PCBP-51070      | カップリングベストアルバム『WINONA RIDERS 〜月の裏側〜』連動応募券封入 |
| PV集DVD           | 2006年11月15日 | 5 -five-                                                     | PCBP-51886      | 期間限定生産                                                           |
| DVD-BOX           | 2009年2月10日  | おもひで2                                                    | KURA-3006〜3009 | DVD3作品ボックス仕様 レーベル通販サイト2,000セット予約受注限定生産     |
| DVDシングル       | 2009年4月27日  | ZERO+NOiSE -VIDEO CLIP-                                      | KURA-3010       | レーベル通販サイト限定販売                                             |
| ライブDVD         | 2009年7月24日  | ライブツアー05 アマロ13                                      | KURA-3011       | レーベル通販サイト限定販売                                             |
| ライブDVD         | 2009年7月24日  | おもひで（リニューアルパッケージ版）                         | KURA-3003〜3005 | DVD3枚組仕様 レーベル通販サイト限定販売                                |
| DVDデジタルブック | 2009年12月31日 | 爆音生活 〜もうひとつのおもひで]                             | KURA-5001       | レーベル通販サイト限定販売                                             |

#### 所属レーベルによる映像作品
|           | 発売日 | タイトル                   | 規格品番  | 備考                                                                        |
| --------- | ------ | -------------------------- | --------- | --------------------------------------------------------------------------- |
| ライブVHS | 2003年 | 音倉レコード会社案内ビデオ | KURA-3002 | 出演：天野月子・Rie・Brand New World・川越春奈・コーツ・Qoonie・UNDER GRAPH |

### 秘密サークルタイガーマシーン
企画ユニット。メンバーはドピンクタイガー（天野月子）、セピア色タイガー（石原慎一郎）、ぐんじょう色タイガー（山田章典）、レモン色J.Jタイガー（武並"J.J"俊明）、乳白色タイガー（歌心りえ）。
|          | 発売日         | タイトル                | 規格品番  | タイアップ                                 | 備考                                                    |
| -------- | -------------- | ----------------------- | --------- | ------------------------------------------ | ------------------------------------------------------- |
| カセット | 2002年         | 進め★タイガー           | KURA-2003 |                                            | ライブ会場限定販売（販売終了）                          |
| カセット | 2002年         | 進め★タイガー〜第二章〜 | KURA-2004 |                                            | ライブ会場限定販売（販売終了）                          |
| シングル | 2003年8月27日  | 進め★タイガー           | KURA-0011 | テレビ東京系『ゲームEX』エンディングテーマ |                                                         |
| 配信     | 2014年12月24日 | Merry T'ger             |           |                                            | カセット『進め★タイガー〜第二章〜』から新録配信リリース |

### A LUNCH
企画ユニット。メンバーは天○○子（天野月子）、クーロン、やっすん83。
|              | 発売日        | タイトル    | 規格品番  | タイアップ | 備考 |
| ------------ | ------------- | ----------- | --------- | ---------- | ---- |
| ミニアルバム | 2007年1月11日 | FIRST FOOD  | KURA-0013 |            |      |
| シングル     | 2007年12月5日 | MISTY       | KURA-0017 |            |      |
| アルバム     | 2015年12月2日 | FIRST FOOD+ | KURA-0069 |            |      |

### diorama-replica
所属レーベルによる企画ユニット。メンバーは天野月、hibiku（山村響）、東川遥。
|             | 発売日        | タイトル        | 規格品番  | タイアップ | 備考  |
| ----------- | ------------- | --------------- | --------- | ---------- | ----- |
| 1stアルバム | 2011年11月9日 | Peaceful Garden | KURA-0041 |            | DVD付 |

### 奥田美和子と天野月
所属レーベルによる期間限定ユニット。メンバーは天野月、奥田美和子。
|             | 発売日        | タイトル | 規格品番                                | タイアップ                          | 備考                                        |
| ----------- | ------------- | -------- | --------------------------------------- | ----------------------------------- | ------------------------------------------- |
| 1stシングル | 2014年2月12日 | 無限     | KURA-0050（通常盤） KURA-0051（限定盤） | TBS系『エン活！』オープニングテーマ | 初回盤レーベル通販サイト500枚限定販売 DVD付 |

### オムニバス作品
|              | 発売日         | タイトル                   | 規格品番  | タイアップ | 備考                                       |
| ------------ | -------------- | -------------------------- | --------- | ---------- | ------------------------------------------ |
| ミニアルバム | 2014年7月23日  | 音倉SONG FILE Vol.1        | KURA-0057 |            | セルフカバー楽曲「裸足のマーメイド」を収録 |
| ミニアルバム | 2014年12月27日 | 音倉SONG FILE Vol.2        | KURA-0061 |            | 楽曲「セイリング」作詞・ボーカル参加       |
| アルバム     | 2015年12月2日  | 音倉レコード〜会社案内2015 | KURA-0068 |            | DVD付                                      |

### 楽曲提供
2008年までの楽曲提供および2009年の志方あきこへの楽曲提供は天野月子名義、Brand New Worldへの楽曲提供はヒメギミ名義で、以降の楽曲提供は天野月名義。
| アーティスト    | タイトル                     | 提供内容                     | 収録シングル／アルバム              | 発売日         | 規格品番                                           |
| --------------- | ---------------------------- | ---------------------------- | ----------------------------------- | -------------- | -------------------------------------------------- |
| Brand New World | Over Drive                   | 作詞・作曲                   | シングル「Over Drive」              | 2002年2月14日  | IRCJ-1019                                          |
| Brand New World | 裸足のマーメイド             | 作詞・作曲                   | シングル「Over Drive」              | 2002年2月14日  | IRCJ-1019                                          |
| Brand New World | Ride On                      | 作詞・作曲                   | シングル「Period. / Ride On」       | 2003年3月12日  | KURA-0007                                          |
| Rie             | 羊                           | 作詞・作曲 （楽曲カバー）    | アルバム『One』                     | 2003年4月1日   | KURA-0008                                          |
| EARTHSHAKER     | Sully                        | 作詞                         | アルバム『AIM』                     | 2007年2月21日  | XNDC-10008（通常盤） XNDC-10006（DVD付き）         |
| EARTHSHAKER     | ロシアンルーレット           | 作詞                         | アルバム『Quarter』                 | 2008年3月12日  | XNDC-10028（通常盤） XNDC-10027（DVD付き）         |
| EARTHSHAKER     | WILL                         | 作詞                         | アルバム『Quarter』                 | 2008年3月12日  | XNDC-10028（通常盤） XNDC-10027（DVD付き）         |
| EARTHSHAKER     | ぼくのいろ                   | 作詞                         | アルバム『The course of Life』      | 2009年11月11日 | XNDC-10041                                         |
| EARTHSHAKER     | Devil's Cake                 | 作詞                         | アルバム『The course of Life』      | 2009年11月11日 | XNDC-10041                                         |
| EARTHSHAKER     | 陽のあたる場所へ             | 作詞                         | アルバム『The course of Life』      | 2009年11月11日 | XNDC-10041                                         |
| EARTHSHAKER     | 放熱                         | 作詞                         | アルバム『THE EARTHSHAKER』         | 2013年6月21日  | KICS-1913                                          |
| EARTHSHAKER     | 月に叢雲花に風               | 作詞                         | アルバム『THE EARTHSHAKER』         | 2013年6月21日  | KICS-1913                                          |
| EARTHSHAKER     | エンジン                     | 作詞                         | アルバム『THE EARTHSHAKER』         | 2013年6月21日  | KICS-1913                                          |
| EARTHSHAKER     | THE BIRD                     | 作詞                         | アルバム『BIRD』                    | 2015年3月11日  | KICS-3168                                          |
| EARTHSHAKER     | TRIGGER EFFECT               | 作詞                         | アルバム『BIRD』                    | 2015年3月11日  | KICS-3168                                          |
| EARTHSHAKER     | One Soldier                  | 作詞                         | アルバム『BIRD』                    | 2015年3月11日  | KICS-3168                                          |
| 9nine           | 白い華 〜White Garden〜      | 作曲                         | アルバム『first 9』                 | 2007年3月21日  | VICB-60022                                         |
| 9nine           | cotton candy                 | 作詞                         | アルバム『first 9』                 | 2007年3月21日  | VICB-60022                                         |
| 9nine           | 砂の城                       | 作曲                         | アルバム『second 9』                | 2008年7月9日   | VICB-60032                                         |
| 9nine           | MONSTER                      | 作詞・作曲                   | アルバム『second 9』                | 2008年7月9日   | VICB-60032                                         |
| 9nine           | Cherry                       | 作曲                         | アルバム『second 9』                | 2008年7月9日   | VICB-60032                                         |
| 9nine           | 恋花                         | 作曲                         | アルバム『second 9』                | 2008年7月9日   | VICB-60032                                         |
| 東川遥          | 三日月                       | 作曲                         | シングル「三日月」                  | 2008年12月17日 |                                                    |
| 東川遥          | 三日月                       | 作曲                         | アルバム『COCOON EP』               | 2009年7月7日   | COCO-0003                                          |
| 志方あきこ      | 埋火                         | 作詞                         | アルバム『Harmonia』                | 2009年3月18日  | AVCD-23769                                         |
| 志方あきこ      | 空蝉                         | 作詞                         | シングル「空蝉」                    | 2011年08月24日 | MFCZ-1011                                          |
| 志方あきこ      | LOST CHILDREN                | 作詞                         | シングル「空蝉」                    | 2011年08月24日 | MFCZ-1011                                          |
| 志方あきこ      | 萼-utena-                    | 作詞                         | アルバム『Turaida』                 | 2013年10月23日 | AURA0001                                           |
| 吉田茉以（mai） | MELODY                       | 作詞                         | アルバム『19ninteen』               | 2009年11月11日 | KURA-0025                                          |
| 吉田茉以（mai） | 荊の糸                       | 作曲                         | アルバム『19ninteen』               | 2009年11月11日 | KURA-0025                                          |
| 吉田茉以（mai） | ナイト・メア（feat. 天野月） | 作詞・ゲストボーカル・PV出演 | アルバム『19ninteen』               | 2009年11月11日 | KURA-0025                                          |
| 吉田茉以（mai） | イノセント・ライフ           | 作曲                         | アルバム『19ninteen』               | 2009年11月11日 | KURA-0025                                          |
| 吉田茉以（mai） | Deep Blue                    | 作曲                         | アルバム『19ninteen』               | 2009年11月11日 | KURA-0025                                          |
| 吉田茉以（mai） | ハロウィンイヴ               | 作詞・作曲                   | アルバム『19ninteen』               | 2009年11月11日 | KURA-0025                                          |
| 吉田茉以（mai） | Change the World             | 作詞・作曲                   | ソングフォトブック『音倉2010』      | 2010年2月3日   | KURA-5003（通常盤） KURA-5004（maiパッケージVer.） |
| 吉田茉以（mai） | Change the World             | 作詞・作曲                   | アルバム『mai』                     | 2013年11月9日  | KURA-0046                                          |
| 吉田茉以（mai） | White Rain                   | 共同作詞                     | アルバム『distance』                | 2010年7月7日   | KURA-0032                                          |
| 吉田茉以（mai） | Nowadays                     | 作詞・作曲                   | アルバム『distance』                | 2010年7月7日   | KURA-0032                                          |
| 吉田茉以（mai） | ドロップキック               | 作詞                         | アルバム『distance』                | 2010年7月7日   | KURA-0032                                          |
| 吉田茉以（mai） | ひだまり                     | 作曲                         | アルバム『distance』                | 2010年7月7日   | KURA-0032                                          |
| 吉田茉以（mai） | SCORPION                     | 作詞                         | アルバム『POISON』                  | 2016年2月17日  |                                                    |
| 吉田茉以（mai） | QUEEN BEE                    | 作詞                         | アルバム『POISON』                  | 2016年2月17日  |                                                    |
| 吉田茉以（mai） | Tarantula                    | 作詞                         | アルバム『POISON』                  | 2016年2月17日  |                                                    |
| 吉田茉以（mai） | ドクガエル                   | 作詞                         | アルバム『POISON』                  | 2016年2月17日  |                                                    |
| 吉田茉以（mai） | あじさい                     | 作詞                         | アルバム『POISON』                  | 2016年2月17日  |                                                    |
| 吉田茉以（mai） | Jellyfish                    | 作詞                         | アルバム『POISON』                  | 2016年2月17日  |                                                    |
| 吉田茉以（mai） | ピトフーイ                   | 作詞                         | アルバム『POISON』                  | 2016年2月17日  |                                                    |
| 吉田茉以（mai） | リコリス                     | 作詞                         | アルバム『POISON』                  | 2016年2月17日  |                                                    |
| 吉田茉以（mai） | COBRA                        | 作詞                         | アルバム『POISON』                  | 2016年2月17日  |                                                    |
| 田端あすか      | ミネラル・ウォーター         | 作曲                         | ソングフォトブック『音倉2010』      | 2010年2月3日   | KURA-5003（通常盤） KURA-5004（maiパッケージVer.） |
| Mari-e          | DICE                         | 作詞                         | ソングフォトブック『音倉2010』      | 2010年2月3日   | KURA-5003（通常盤） KURA-5004（maiパッケージVer.） |
| Mari-e          | DICE                         | 作詞                         | シングル「FRUIT BASKET」            | 2010年07月28日 | KURA-0033                                          |
| YURiCa/花たん   | ニワカアメ                   | 作詞・作曲                   | アルバム『FLOWER DROPS』            | 2011年06月29日 | DGSA-10011                                         |
| YURiCa/花たん   | 泣いてる獣                   | 作詞・作曲                   | アルバム『Primrose Flower Voice』   | 2013年01月30日 | DGSA-10046                                         |
| YURiCa/花たん   | CRITICAL ERROR               | 作詞・作曲                   | アルバム『The flower of dim world』 | 2014年9月24日  | SCGA-12                                            |
| Primal          | DIORAMA                      | 作詞                         | シングル「DIORAMA」                 | 2011年08月03日 | PLEG-0001                                          |
| 奥田美和子      | ここにいる                   | 作曲                         | 配信シングル                        | 2014年10月08日 |                                                    |
| 相良心          | 呼吸                         | 作曲                         | 配信シングル                        | 2014年10月29日 |                                                    |
| 中山彩          | empty lover                  | 作曲                         | アルバム『NIGHT＆DAY』              | 2015年6月3日   | KURA-0062                                          |

## 出演番組

### インターネット放送、動画
- excite（2005年9月29日） - 動画コメント掲載
- Music@nifty（2005年9月30日） - 動画コメント掲載
- GyaO特別番組「天野草子」（2005年10月29日、GyaO） - 主演
- MIDTOWN TV（2007年5月16日、GyaO） - ゲスト出演
- 天野月×花たんのオールナイトニッポン（2012年6月20日、ニコニコ生放送） - パーソナリティ
- 天野月 ニューアルバム「天の樹」発売直前記念生放送〜大きな天の樹の下で〜（2012年7月19日、ニコニコ生放送） - パーソナリティ
- 花たん収録現場に天野乱入生放送。（2012年12月7日、ニコニコ生放送） - ゲスト出演
- GO! GO! OTOKURASHOW #3（2013年9月19日、ニコニコ生放送） - ゲスト出演
- GO! GO! OTOKURASHOW #10（2013年11月7日、ニコニコ生放送） - ゲスト出演
- GO! GO! OTOKURASHOW #18（2014年1月2日、ニコニコ生放送） - ゲスト出演
- 音の倉Vリハ潜入レポート（2014年12月19日、TwitCasting）
- 音の倉V前日だよ全員集合キャス（2014年12月26日、TwitCasting）
- 中山彩キャス 大人の子守唄（2015年6月3日、TwitCasting） - ゲスト出演

### テレビ
- ポップジャム（2002年5月18日、NHK総合） - 楽曲「Treasure」でゲスト出演
- CDTV-Neo（2002年6月21日、TBS）
- BEAT MOTION（2002年6月23日、NHK BS） - ゲスト出演
- MUSIC CAPSULE（2004年1月21日、スペースシャワーTV） - 特集放送
- M-ON All Time Request（2004年7月11日、MUSIC ON! TV） - コメント放送
- ミュージックフェア21（フジテレビ、2004年9月25日） - 楽曲「月」でゲスト出演
- BEAT MOTION（2004年11月28日、NHK BS） - 楽曲「イデア」でゲスト出演
- M-ON! News&Clips New Power（2005年10月3日 - 10月7日、MUSIC ON! TV） - コメント放送
- STUDIO GROW（2005年10月4日、スペースシャワーTV） - コメント放送
- MUSIC CAPSULE（2006年6月29日、スペースシャワーTV） - 天野月子スペシャル〜デビュー5周年特別企画ゴネンジャーを追え!〜

### ラジオ
- 天野月子のオールナイトニッポンR（2002年6月26日、ニッポン放送） - パーソナリティ
- ミュージックスクエア（2003年11月7日、NHK-FM） - コメント出演
- MOZAIKUNIGHT（2004年7月7日、BayFM） - ゲスト出演
- NACK WITH YOU（2004年7月8日、NACK5） - ゲスト出演
- Insight（2004年7月9日、LoveFM） - ゲスト出演
- 玉川美沙 Bravo!（2004年7月10日、TBSラジオ） - ゲスト出演
- V-air EVENING RadioShow（2004年7月14日、FM山陰） - ゲスト出演
- EVENING-i（2005年8月30日、RADIO-I愛知国際放送） - ゲスト出演
- HOT JAM（2005年8月30日、FM愛知） - ゲスト出演
- LOVE FM（2005年9月27日、福岡県九州国際FM） - ゲスト出演
- FRIDAY GOES ON（2005年9月30日、JFN系ネット） - ゲスト出演
- ミュージックスクエア（2005年10月11日、NHK-FM） - ゲスト出演

## サポートメンバー
- BLACK BEAUTYとしてアルバム収録曲の演奏及びライブのバックバンドを主に務める。
  - 平井"JET"武士（ギター）
  - 岩切信一郎（ベース）
  - 北村望（ドラム）
- 2011年以前はプレイボーイズとして下記のメンバーがシングル・アルバム収録曲の演奏及びライブのバックバンドを務めていた。楽曲のPVにも出演している。
  - 石原慎一郎（ギター）
  - 山田章典（ベース）
  - 武並"J.J"俊明（ドラム）
  - 八塚りえ（コーラス）
    - 八塚りえはプレイボーイズには含まれない。